# Joseph Brugère
Henri Joseph Brugère (Uzerche, 27 giugno 1841 – Colle del Lautaret, 31 agosto 1918) è stato un generale francese, veterano della guerra franco-prussiana dove si distinse in numerosissime battaglie, e poi operò in Algeria e nella conquista della Tunisia.
Fu Addetto presso la casa militare del Presidente della Repubblica Jules Grévy, e Capo della Casa militare e Segretario generale della Presidenza della Repubblica del Presidente Marie François Sadi Carnot. Comandante dell'VIII Corpo d'armata a Bourges (1894-1897), e poi del II Corpo d'armata ad Amiens (1897-1899), nel 1898 entrò nel Conseil supérieur de la guerre, e tra il 1899 al 1900 fu Governatore militare di Parigi. Nel corso del 1900 divenne Ispettore dell'esercito e vicepresidente del Conseil supérieur de la guerre, cioè il più alto ufficiale dell'esercito francese (generalissimo) conducendo ogni anno le grandi manovre militari all'Est, e redattore del piano di guerra contro la Germania noto come Piano XV.  Messo a riposo nel giugno 1906, dopo lo scoppio della prima guerra mondiale rientrò in servizio attivo, assumendo per un breve periodo (settembre-ottobre 1914) il comando di quattro divisioni di fanteria territoriale schierate al fronte tra Maubeuge e Dunkerque, sostituendo il generale Albert d'Amade. Nominato Ispettore generale dell'esercito, il 26 agosto 1915 fu citato per la seconda volta all'ordine del giorno dell'esercito e insignito . Nel 1917 fu chiamato, insieme ai generali Ferdinand Foch e Henri Gouraud a condurre la commissione di inchiesta istituita dopo il fallimento delle offensiva Nivelle sullo Chemin des Dames. Insignito delle onorificenze di Cavaliere di Gran Croce della Legion d'Onore, della Médaille militaire e della Croix de Guerre con le palme.

## Biografia

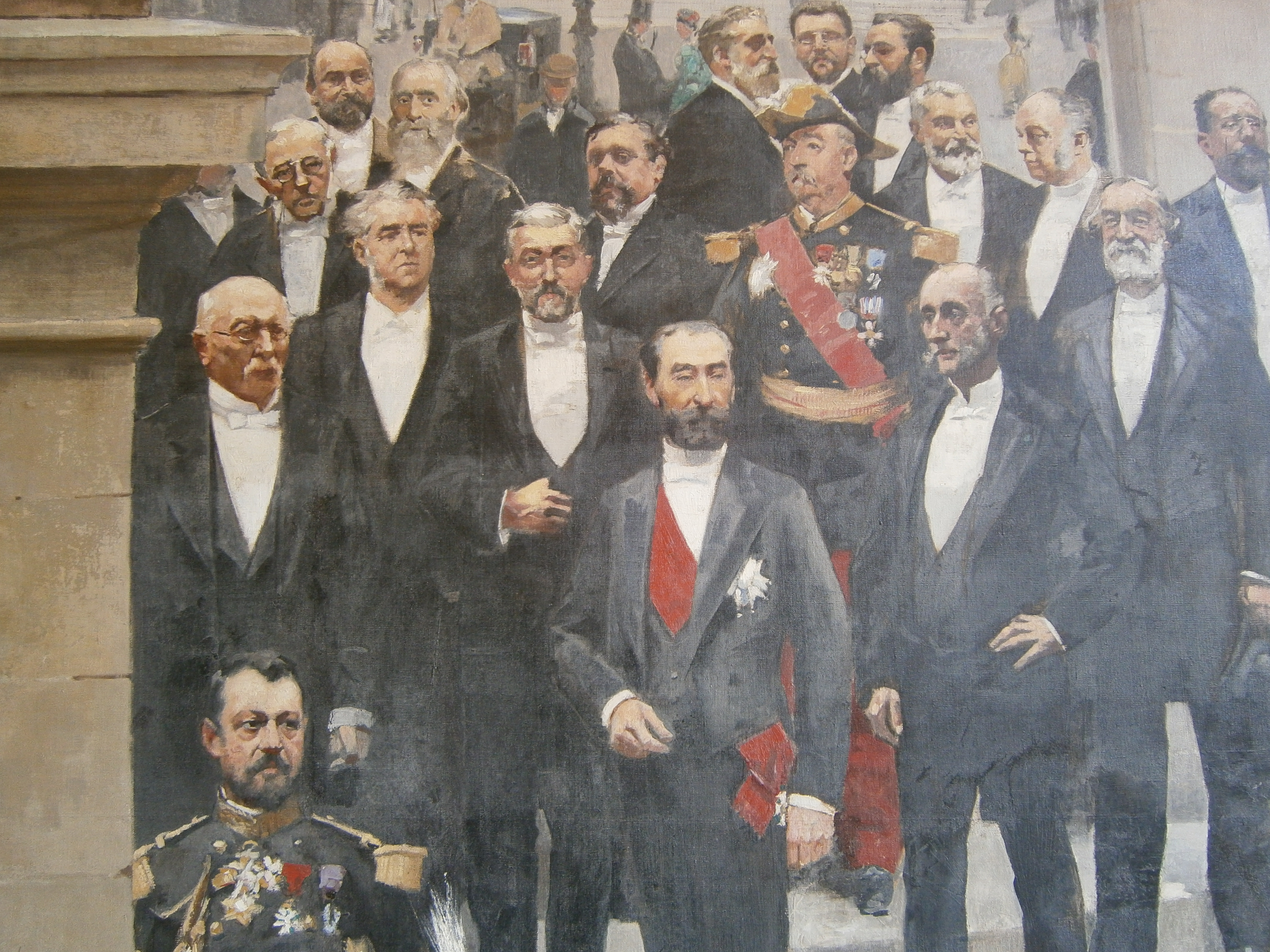
In basso a sinistra del Presidente della Repubblica Sadi Carnot.

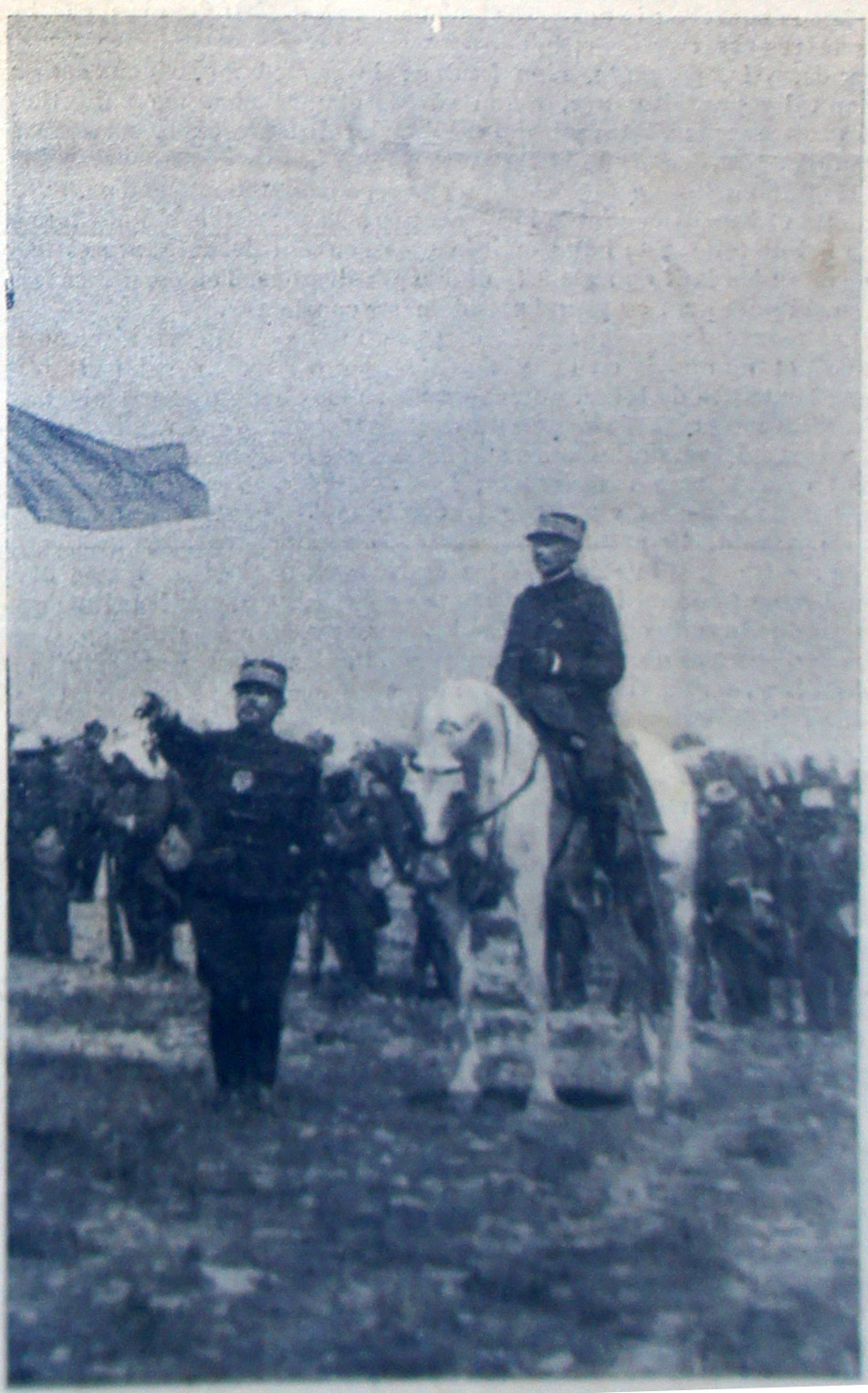
Il generale J. Brugère presiede le Grandi manovre dell'Est del 1901 a Bétheny ai piedi del Ministro della guerra Louis André.

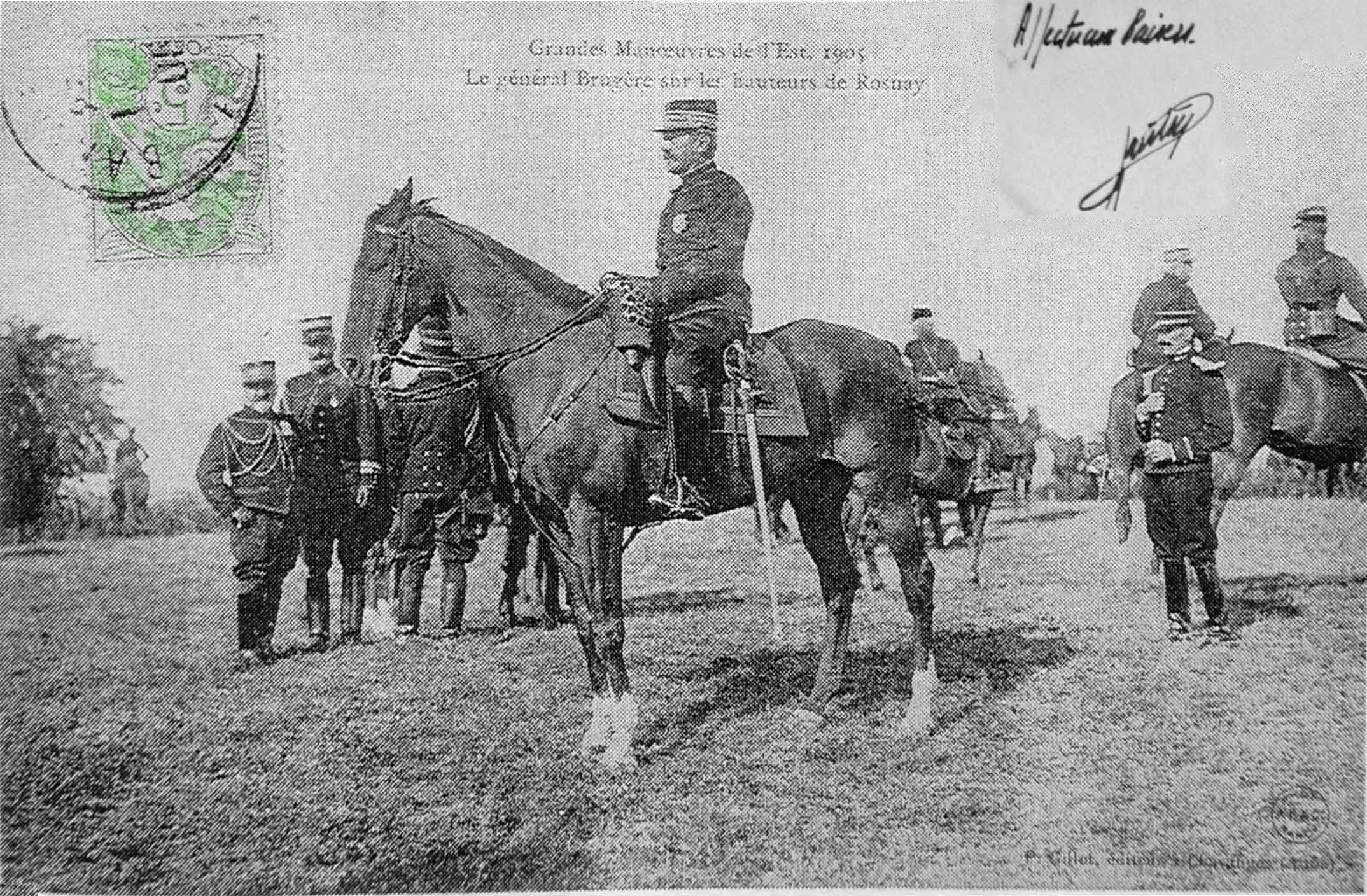
Il generale Brugère sulle alture di Rosnay durante le Grandi manovre dell'Est del 1905.

Nacque a Uzerche il 27 giugno 1841, figlio di Henri Charles, di professione notaio che all'epoca ricopriva la carica di sindaco di Tulle, e di Elisabeth Mougenc di Saint-Avid. Nel 1859 entrò nell'École polytechnique da cui uscì nel 1861, passando alla Scuola di applicazione di artiglieria e genio di Metz.
Nel 1863 fu mandato in Algeria, operando nelle province di Costantina e Orano, dove come tenente prestò servizio nel 2º Reggimento artiglieria a cavallo e poi, nel 1864 nel 9º Reggimento artiglieria a piedi. Divenne tenente in prima nel 1866, e fu nominato Cavaliere dalla Legion d'onore l'anno successivo per la sua condotta durante un'epidemia di colera.
Promosso capitano nel giugno 1870, fu trasferito al 18º Reggimento di artiglieria a cavallo a Grenoble, passo poi in servizio presso la fabbrica d'armi di Tulle. Quando scoppiò la guerra franco-prussiana divenne vice comandante dell'artiglieria del XVIII Corpo d'armata e prese parte alle battaglie di Borny, Rezonville e Saint-Privat. Fatto prigioniero durante la capitolazione di Metz, riuscì a fuggire il 4 novembre, arrivando a Tours dove si arruolò nell'Armée de la Loire assegnato al 15º Reggimento di artiglieria del XVIII Corpo d'armata. Nominato capitano in prima, partecipò alla battaglie di Juranville, (28 novembre), Maizières, (30 novembre) e, citato all'ordine del giorno dell'armata il 1 dicembre, il 9 dello stesso mese prese parte alla battaglia di Gien (9 dicembre).
Il 22 dicembre fu promosso maggiore e si unì, insieme ai capitani Philibert d'Ussel e Raoul de Jouvenel e al generale Billot, all'Armée de l'Est a Corréziens, dove fu nominato Capo di stato maggiore dell'artiglieria del XXVI Corpo d'armata. Sotto gli ordini di Billot prese parte alle battaglie di Villersexel  (6 gennaio 1871), Héricourt (15-17 gennaio) e alla scontro di la Cluse il 1 febbraio, dove la 1re Armée del generale Charles Denis Bourbaki, dopo aver negoziato la convenzione di Verrières con il generale svizzero Hans Herzog, fu internata in Svizzera, dopo essere stato disarmata alla frontiera il 3 febbraio. Dopo la fine della guerra fu nominato Ufficiale della Legion d'onore. 
Ancora una volta prigioniero, fuggì di nuovo arrivando a Bordeaux dove Léon Gambetta lo inviò, dietro sua richiesta, in Algeria a reprimere l'insurrezione nella grande Cabilia distinguendosi durante i combattimenti sostenuti dalla colonna Lallemand. 
Rientrato in Francia nel 1872, rimase in servizio presso il 30º Reggimento d'artiglieria a cavallo di stanza a Tarascona fino al 1874, quando fu trasferito a Orléans venendo nominato tenente colonnello e assumendo l'incarico di Capo di stato maggiore dell'artiglieria del V Corpo d'armata.
Il 26 febbraio 1880 fu nominato Addetto presso la casa militare del Presidente della Repubblica Jules Grévy. Promosso colonnello nel 1881 prese parte alla campagna di conquista della Tunisia (5 aprile-22 giugno 1881), essendo presente in tutte le battaglie combattute dalla colonna Logerot. 
Ritornato in Francia, ricevette, nel dicembre 1881, il brevetto di ufficiale di Stato maggiore ed assunse il comandò del 12º Reggimento di artiglieria di stanza a Vincennes. 
Fu nominato generale di brigata l'11 giugno 1887 rimanendo in servizio al palazzo dell'Eliseo come Capo della Casa militare  del Presidente Carnot e Segretario generale della Presidenza della Repubblica.
Nel 1890 fu promosso maggiore generale, e nel corso del 1892 lasciò gli incarichi all'Eliseo e assunse il comando della 12ª Divisione di fanteria a Reims. Nel 1894 divenne comandante del VIII Corpo d'armata a Bourges, passando poi, nel 1897, alla testa del II Corpo d'armata ad Amiens e nel 1898 entrò nel Conseil supérieur de la guerre.
Tra il 1899 al 1900 fu governatore militare di Parigi durante il periodo dell'Esposizione Universale, al tempo del governo di Pierre Waldeck-Rousseau. 
Nel 1900 divenne Ispettore dell'esercito e vicepresidente del Conseil supérieur de la guerre, cioè il più alto ufficiale dell'esercito francese. Tra il 1900 e il 1905 guidò ogni anno le grandi manovre. Nel 1901 condusse a Bétheny  le grandi manovre annuali e la seguente parata militare, cui parteciparono 150.000 soldati, davanti allo zar Nicola II e al Presidente della Repubblica francese Émile Loubet, e fu redattore del piano di guerra noto come Piano XV. In quello stesso anno condusse trattative segrete con emissari della Spagna per l'eventuale spartizione del Marocco.
Il 20 dicembre 1904 fu nominato Cavaliere di Gran Croce della Legion d'Onore, e insignito della Médaille militaire.
Il 18 giugno 1906 fu posto nella seconda sezione dei quadri di riserva degli ufficiali generali, ed iniziò a scrivere diversi articoli apparsi sulle riviste Revue de d'Artillerie, e Mémorial des Officiers d'Artillerie e pubblicò La tactique de l'artillerie pendant la guerre de 1866. 
Dopo lo scoppio della prima guerra mondiale, all'età di 73 anni, chiese al Presidente della Repubblica Alexandre Millerand di essere reintegrato in servizio attivo. Il 17 settembre il generale Joseph Joffre gli conferì il comando, in sostituzione del generale Albert d'Amade, di quattro divisioni formate da reggimenti di fanteria territoriale (RIT) che erano al fronte tra Maubeuge e Dunkerque. Nell'ottobre del 1914 la guerra si era stabilizzata nelle trincee i gruppi di divisioni territoriali messi in prima linea, furono sciolti, e fu quindi nominato Ispettore generale dell'esercito. Il 26 agosto 1915 fu citato per la seconda volta all'ordine del giorno dell'esercito e insignito della Croix de Guerre con le palme.
Nel 1917 fu chiamato, insieme ai generali Ferdinand Foch e Henri Gouraud a condurre la commissione di inchiesta istituita dopo il fallimento delle offensiva Nivelle sullo Chemin des Dames. 
Dopo diverse missioni militari compiute, all'età di 77 anni, si prese alcuni giorni di riposo nell'area di Grenoble, che conosceva per esservi stato nel corso della guerra del 1870. Il 31 agosto 1918 morì per la una rottura di aneurisma mentre su una automobile effettuava un'escursione sul colle del Lautaret. 
Aveva tre figli che combatterono nella Grande Guerra, uno dei quali, un comandante, morì, disperso in combattimento presso Juvigny il 29 maggio 1918.

## Pubblicazioni
- Tactique de l'artillerie pendant la guerre de 1866, Berger-Levrault, Paris, 1877.

### Annotazioni
1. ↑  Il suo ufficiale d'ordinanza era il capitano André Déroulède, fratello di Paul Déroulède.
2. ↑  Nel 1888 ebbe un incidente di caccia durante una delle battute di caccia organizzate dal Presidente della Repubblica a Rambouillet, rimanendo ferito ad una coscia da un colpo d'arma da fuoco.
3. ↑  All'epoca, era assiduo frequentatore del salotto di Mademoiselle Madeleine Lemaire, dove si poteva trovare molti esponenti dell'alta società parigina.

### Fonti
1. 1 2  Geneanet.
2. 1 2 3 4 5 6 7 8 9 10 11 12 13 14 15 16 17  Military.
3. 1 2 3  Snyder 2013, p. 84.
4. ↑  Andrew 1968, p. 165.
5. ↑  Andrew 1968, p. 151.
6. ↑  Tucker 2014, p. 83.
7. ↑  Tucker 2014, p. 1168.
8. ↑  In Lemouzi no.205, Société historique et régionaliste du Bas-Limousin, Tulle,  page 131.